# Effetia craspedoconidica
Effetia craspedoconidica — вид грибів, що належить до монотипового роду Effetia з родини Sordariaceae. Анаморф — Virgariella craspedoconidica.

## Поширення та середовище існування
Знайдений в лісовому ґрунті в Кот-д'Івуарі.